# امپراتور آی جین
امپراتور آی جین (۳۴۱ الی ۳۰ مارس ۳۶۵) با نام شخصی سیما پی و نام محترم کیانلینگ، ششمین امپراتور جین شرقی و یکی از امپراتوران خاندان سیما بود. او پس از مرگ پسرعمویش سیما دان (امپراتور مو) بر تخت نشست و چهار سال بر دودمان جین حکمرانی نمود. در طول حکومت او قدرت در دست سیما یو، شاهزاده کوایجی بود. پس از امپراتور آی برادرش سیما یی با نام سلطنتی امپراتور فی بر تخت نشست.